# Eurytoma argentifrons
Eurytoma argentifrons is een vliesvleugelig insect uit de familie Eurytomidae. De wetenschappelijke naam is voor het eerst geldig gepubliceerd in 2003 door Askew.